# Mirabilis elegans
Mirabilis elegans är en underblomsväxtart som först beskrevs av Jacques Denys Denis Choisy, och fick sitt nu gällande namn av Anton Heimerl. Mirabilis elegans ingår i släktet underblommor, och familjen underblomsväxter. Inga underarter finns listade i Catalogue of Life.